# محله هوایی فالموس
محله هوایی فالموس (به انگلیسی: Falmouth Airpark) یک فرودگاه همگانی بهره‌برداری هوایی است که یک باند فرود آسفالت دارد و طول باند آن 700 متر است. این فرودگاه در کشور ایالات متحده آمریکا قرار دارد و در ارتفاع 13 متری از سطح دریا واقع شده است.